# Nikita Gorbunow
Nikita Gorbunow, né le 14 février 1984 en République socialiste soviétique du Turkménistan, est un footballeur international turkmène, qui évolue au poste de gardien de but.

## Biographie

### Carrière en sélection
Il joue son premier match en équipe du Turkménistan le 11 octobre 2007, contre le Cambodge. Ce match remporté sur le score de 1-0 rentre dans le cadre des éliminatoires du mondial 2010.
Il dispute ensuite deux rencontres lors des éliminatoires de la Coupe d'Asie des nations 2015, puis trois lors des éliminatoires du mondial 2018.
En janvier 2019, il est retenu par le sélectionneur Ýazguly Hojageldyýew afin de participer à la Coupe d'Asie des nations, organisée aux Émirats arabes unis, où il officie comme gardien remplaçant.

## Palmarès
- Vainqueur de la Coupe du président de l'AFC en 2013 avec le Balkan Balkanabat
- Champion du Turkménistan en 2011 et 2012 avec le Balkan Balkanabat ; en 2016 et 2017 avec l'Altyn Asyr Achgabat
- Vainqueur de la Coupe du Turkménistan en 2012 avec le Balkan Balkanabat ; en 2016 avec l'Altyn Asyr Achgabat